# La Coulonche
La Coulonche è un comune francese di 523 abitanti situato nel dipartimento dell'Orne nella regione della Normandia.

## Società

### Evoluzione demografica
Abitanti censiti